# Kampioenschap van Vlaanderen 1997
Il Kampioenschap van Vlaanderen 1997, ottantaduesima edizione della corsa, si svolse il 19 settembre 1997 su un percorso di 161 km, con partenza e arrivo a Koolskamp. Fu vinto dal belga Peter Van Petegem della TVM-Farm Frites davanti al suo connazionale Tom Steels e all'olandese Michael Van der Wolf.

## Ordine d'arrivo (Top 10)
| Pos. | Corridore             | Squadra                        | Tempo    |
| ---- | --------------------- | ------------------------------ | -------- |
| 1    | Peter Van Petegem     | TVM-Farm Frites                | 3h30'09" |
| 2    | Tom Steels            | Mapei-GB                       | a 10"    |
| 3    | Michael Van der Wolf  | Foreldorado-Golff              | s.t.     |
| 4    | Martin van Steen      | Team Nürnberger                | s.t.     |
| 5    | Pedro Rubrecht        | Palmans-Lystex                 | s.t.     |
| 6    | Jurgen Vermeersch     | Collstrop-Zeno Project         | s.t.     |
| 7    | John Talen            | Foreldorado-Golff              | s.t.     |
| 8    | Wim Feys              | Lotto-Mobistar-Isoglass        | s.t.     |
| 9    | Brian Dalgaard Jensen | Team EC-Bayer Worringen-Daewoo | s.t.     |
| 10   | Peter Spaenhoven      | Palmans-Lystex                 | s.t.     |